# Cezar Drăgăniță
Cezar Drăgăniṭă (Arad, 13 de fevereiro de 1954) é um ex-handebolista profissional, duas vezes medalhista olímpico.

## Títulos
- Jogos Olímpicos:
  - Prata: 1976
  - Bronze: 1980